# Altai-Osman
Der Altai-Osman (Oreoleuciscus potanini), auf Russisch алтайский осман Потанина, ist eine große Karpfenfischart aus Zentralasien.

## Beschreibung
Der mittelgroße Altai-Osman ähnelt vom Habitus stark dem Rapfen. Er besitzt einen kleinen Kopf, sehr kleine Schuppen und eine grünlich bis goldgelbe Färbung. Die Bauchunterseite ist ebenfalls gelb. Das maximale Lebensalter von Oreoleuciscus potanini soll bis 40 Jahre betragen können.
Im Jahr 2009 wurde ein 5,8 Kilogramm schweres Exemplar aus dem mongolischen Khoton Nuur gefangen. Aus den Seen Hyargas, Durgun und Uureg wurden aber auch Fische von 10 Kilogramm Gewicht und einer Körperlänge von einem Meter gemeldet.

## Verbreitung und Lebensraum
Der Altai-Osman kommt in Gewässern des Altai-Gebirges in der Mongolei vor. Relativ häufig ist er in folgenden Bergseen Tsagan Nuur und Kolobolchi Nuur. Ein weiteres Verbreitungsgebiet ist das südliche Sibirien am Oberlauf der Flüsse Ob und Irtysch.
Er lebt in Seen und in den Unterläufen von Flüssen, die in diese Seen münden.

## Lebensweise
Der Altai-Osman bevorzugt Wassertemperaturen von 10 bis 20 °C, fehlt daher also in den sehr kalten Hochgebirgsseen. Die Laichzeit findet in den Monaten Juli bis August statt. Alter und Größe zur Geschlechtsreife können stark variieren. Im Gebirgssee Sangiyn Dalai setzt die Geschlechtsreife bei einem Alter von 15 Jahren und einer Körperlänge von 250 bis 300 Millimetern ein. Im Boon Tsagaan Nuur im Alter von fünf bis sechs Jahren und einer Länge von 200 Millimetern. Die Fruchtbarkeit der weiblichen Tiere reicht von 5.200 bis 52.600 Fischeiern, in der Regel 23.600. Die Fische treten in unterschiedlichen Altersgruppen von vier bis 25 und acht bis zehn Jahren auf. Der Altai-Osman ist omnivor und stellt sich schnell und opportunistisch auf das jeweils vorkommende Nahrungsspektrum ein.

## Nutzung
Oreoleuciscus potanini ist ein Speisefisch und Sportfisch für Raubfischangler. Da er Gewichte bis 10 Kilogramm erreichen kann, ist er bei Anglern ähnlich beliebt wie der Taimen. Einige Veranstalter bieten organisierte Angeltouren mit Schwerpunkt auf beide Fischarten in der Mongolei an.